# Haarlovina nielsi
Genre
Espèce
Haarlovina nielsi, unique représentant du genre Haarlovina, est une espèce de solifuges de la famille des Daesiidae.

## Distribution
Cette espèce est endémique d'Afghanistan.

## Publication originale
- Lawrence, 1956 : The Third Danish expedition to central Asia. Zoological results 20. Solifugae (Chelicerata) from Afghanistan. Videnskabelige meddelelser fra Dansk Naturhistorisk Forening, vol. 118, p. 115-140.